# 法国选举

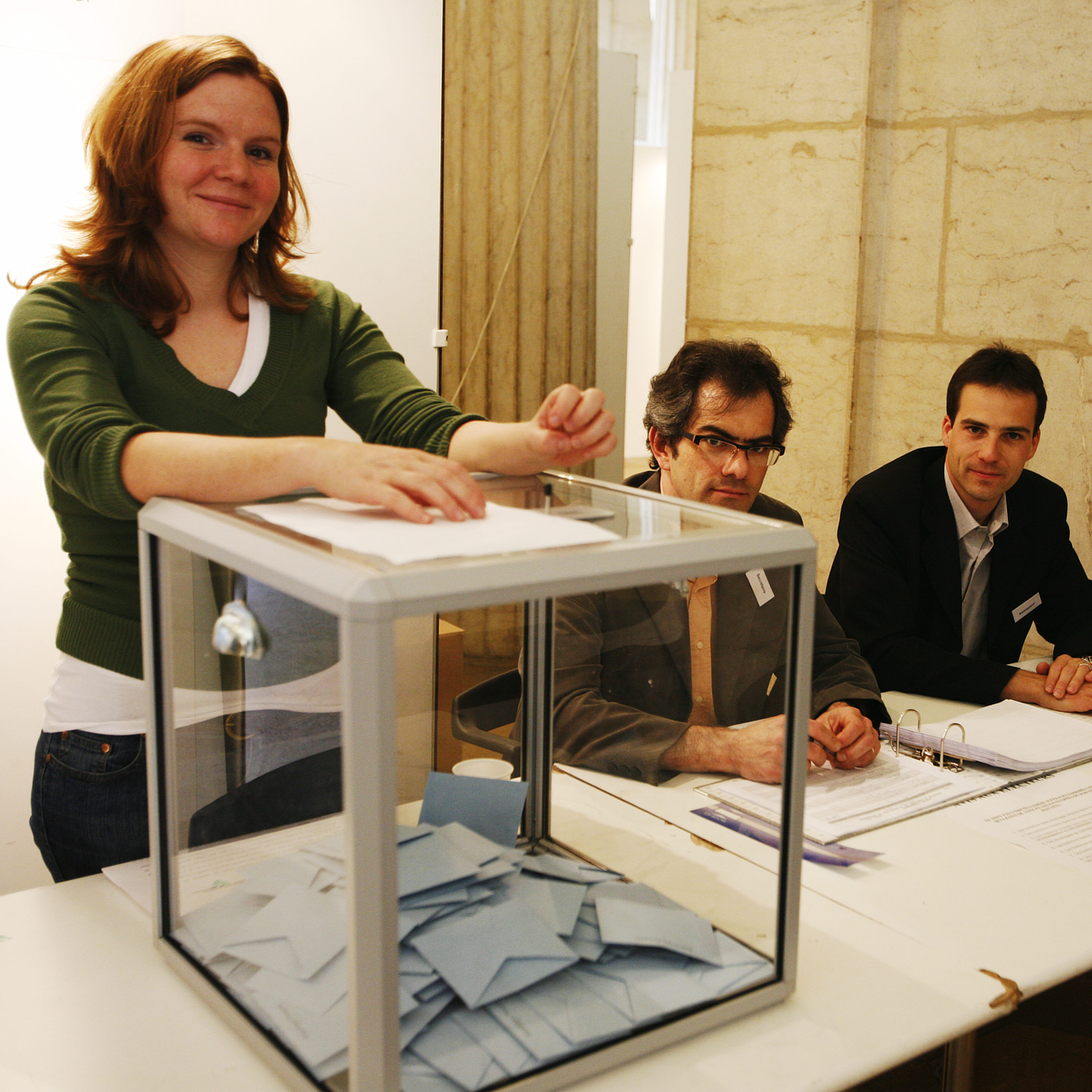
2007年法国总统选举时一个投票站内的场景：选举官员和一个透明的标准投票箱。

法国是一个代议民主制国家。立法和行政机构的公职人员不是由公民间接或直接选出，就是由当选的官员任命而产生。有时，政府也会举行公投来与法国全体公民直接商议特定的问题，尤其是那些涉及到宪法修正案的问题。
在国家层面，法国人选出一个国家元首，即法国总统，和一个立法机构。
- 法国总统任期五年（在2002年前是七年），由公民直接选出。

- 法国议会（Parlement）为两院制，是法国的立法机构。
  - 国民议会（Assemblée Nationale）有577名议员，任期五年。选举方式为单一选区制，由公民直接选举产生。
  - 参议院（Sénat）有348名成员，任期六年。其中，328名议员由法国本土各省的选举人团选出，8名议员从法国海外省选出，还有12名议员则由法国海外公民协会（英语：Assembly of French Citizens Abroad）选出。

此外，法国公民也会选出各种地方政府官员。
法国还有一些非政治职位的公众选举，比如工人和雇员可以参加的执行劳工法的劳工法庭的法官选举，或是管理乡村土地租约的法官选举。
法国并没有形成成熟的两党制系统，即一种虽然有多个政党，但只有两个政党强大到有可能获得政权的体系。但法国政治已经渐渐趋向于一种有两党制特征的体系，在这一体系中，权力在两大比较稳定的联盟间交替，这两个联盟都由一个大党领导：左翼由社会党领导，右翼由共和党和它的前身领导。这种模式在2017年被打破了，当时两党的候选人都没能进入总统选举的第二轮，反而是新成立的前进党夺得了总统职位，并在国民议会中的取得了相对多数的席位。
选举是根据法国宪法、组织法（lois organiques）和选举规则 （页面存档备份，存于）中的规定举行的。投票并不是强制性的。
选举一般在周日举行。而竞选活动在选举前的周五午夜结束。然后，在选举日，根据法律，不得公开民调结果、不得公布投票结果。投票站统一在8点开放，但根据各省的不同的决定，小城镇的投票站6点关闭，大城市的投票站8点关闭。虽然法律禁止提前公布投票结果或预测结果，但这些结果还是能在外国的网站上提前看到的。因此，首个预测结果在巴黎时间当天晚8点就会出现在外国网站上，由此带来的一个后果是时间晚于法国本土的海外省份选民在投票站关闭之前就能知道选举的大致结果了。这也就成了一个妨碍那些地方正常选举的原因。 因此，法国在美洲的海外省份的公民，连带着在美洲的外交人员，会在周六参加选举。

## 选民

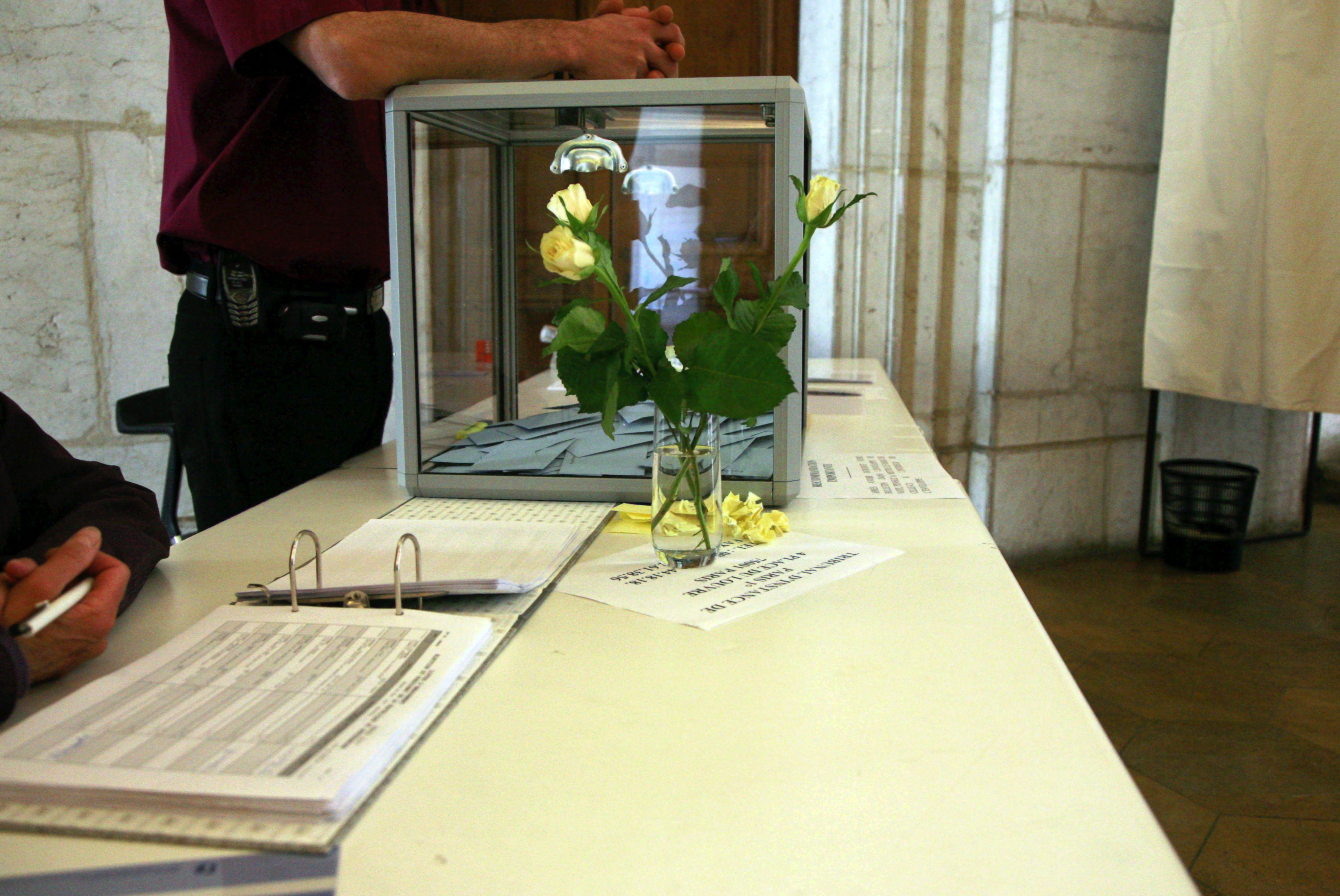
法国选举时使用的透明的标准投票箱。 选民将含有他选择的候选人姓名或名单的信封放进去，然后在选民册上签好名以防重复计数。

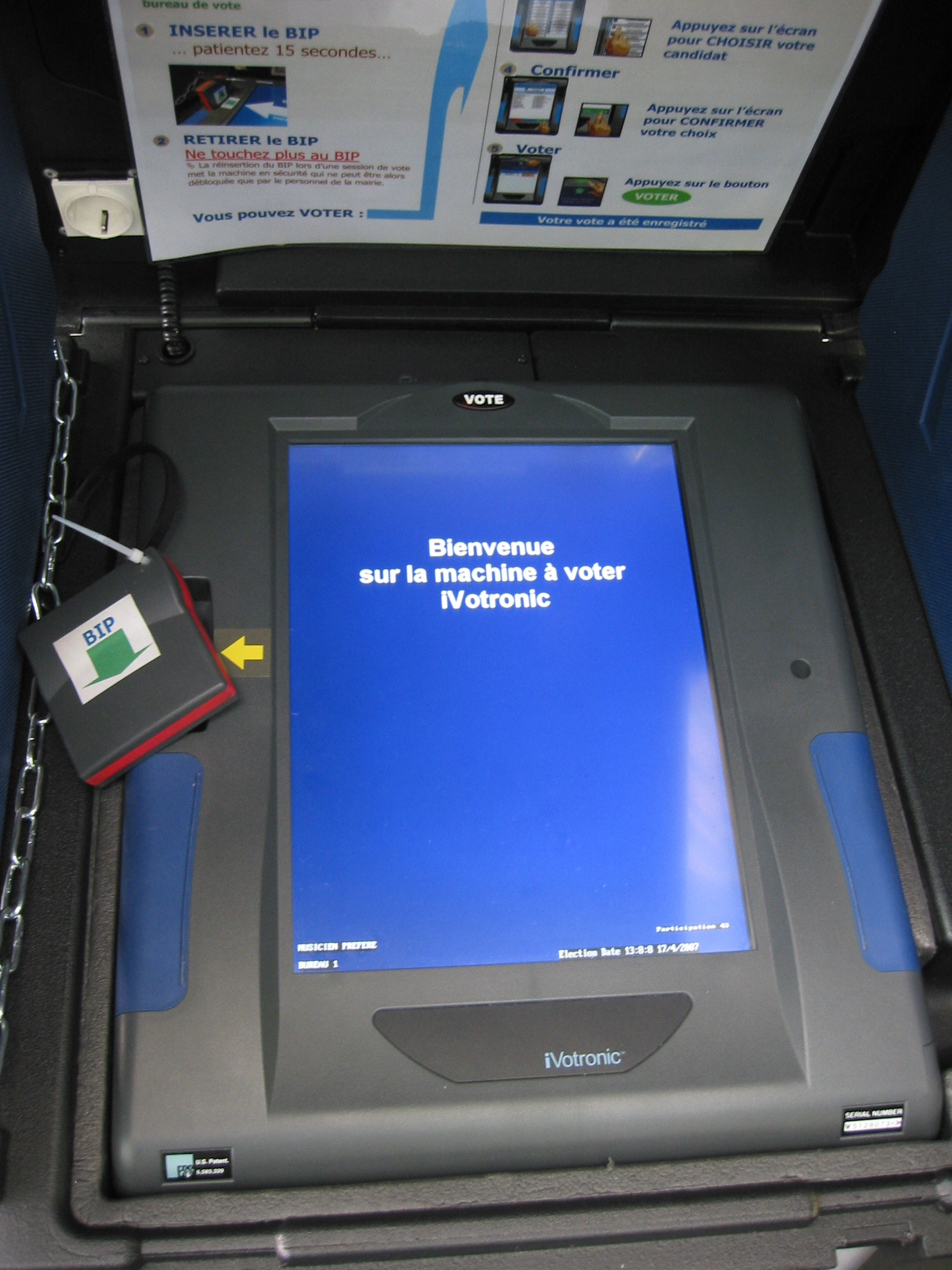
一些法国城市会使用投票机。

除了需要选举人团参与的参议院选举，其他选举的选民需要是年满18周岁且姓名登记在选民册的法国公民。只要年满18周岁，人们自然会去登记。至于市政和欧盟的选举，年满18周岁的欧盟其他国家的公民也可以在法国投票。将姓名登记在选民册上并不是强制性的，但不登记就不能投票。
公民可以在他们的居住的地方登记，也可以在那种当地纳税人名册上至少五年有他们名字的地方登记，但登记的地点不能超过一处。居住在国外的公民可以在负责他们居住地区的领事馆处登记。
只有合法登记的公民才可以竞选公职。
以上规则亦有例外。被定罪的罪犯可能会根据罪行被剥夺民事权利一定的时间，而这些权利包括投票权。特别的是，滥用公款的当选官员最多可能会被判剥夺竞选国家公职权十年。这种规定在某些政客的案例中的应用是有争议的，比如阿兰·朱佩一案。
当公民无法前往投票站投票时（原因可以是健康问题、选民并不住在选区、选民外出工作或度假、选民在服刑但未被剥夺投票权等等），他可以让代理人替他投票。公民指定的代理人必须是和公民同一市镇的。代理人的指定需要在一名有法律能力的证人面前举行，这位证人可以是一位法官、一名司法书记员或是一名司法警察，如果在在国外，那么可以是一位大使或者一位领事。在公民残疾或者得了重病的情况下，一名司法警察或是一名有关此事的代表就会被派往此位公民的家中去为指定代理人一事作证。这种程序是为了避免给选民过多的压力。

## 选举系统
所有在某个区域选出一位官员的选举，包括总统选举和国民议会议员选举，都用到了两轮选举制。
总统选举时，一轮投票中得票过半的候选人即可当选为总统。若无人过半，则得票最多的两名候选人进入二轮投票，以得票最多者当选。
国民议会议员选举时，一轮投票中得票过半的候选人即可当选为议员。若无人过半，则得票率达12.5%者进入二轮投票，以得票最多者当选。
欧洲议会和一些地方的选举则用到了比例代表制。

### 党内初选
党内初选是用来挑选出党内的总统候选人的。当党内有多人参选时，初选亦会使用两轮选举法。有资格的选民可以参与的公开初选也是有的。

## 投票过程

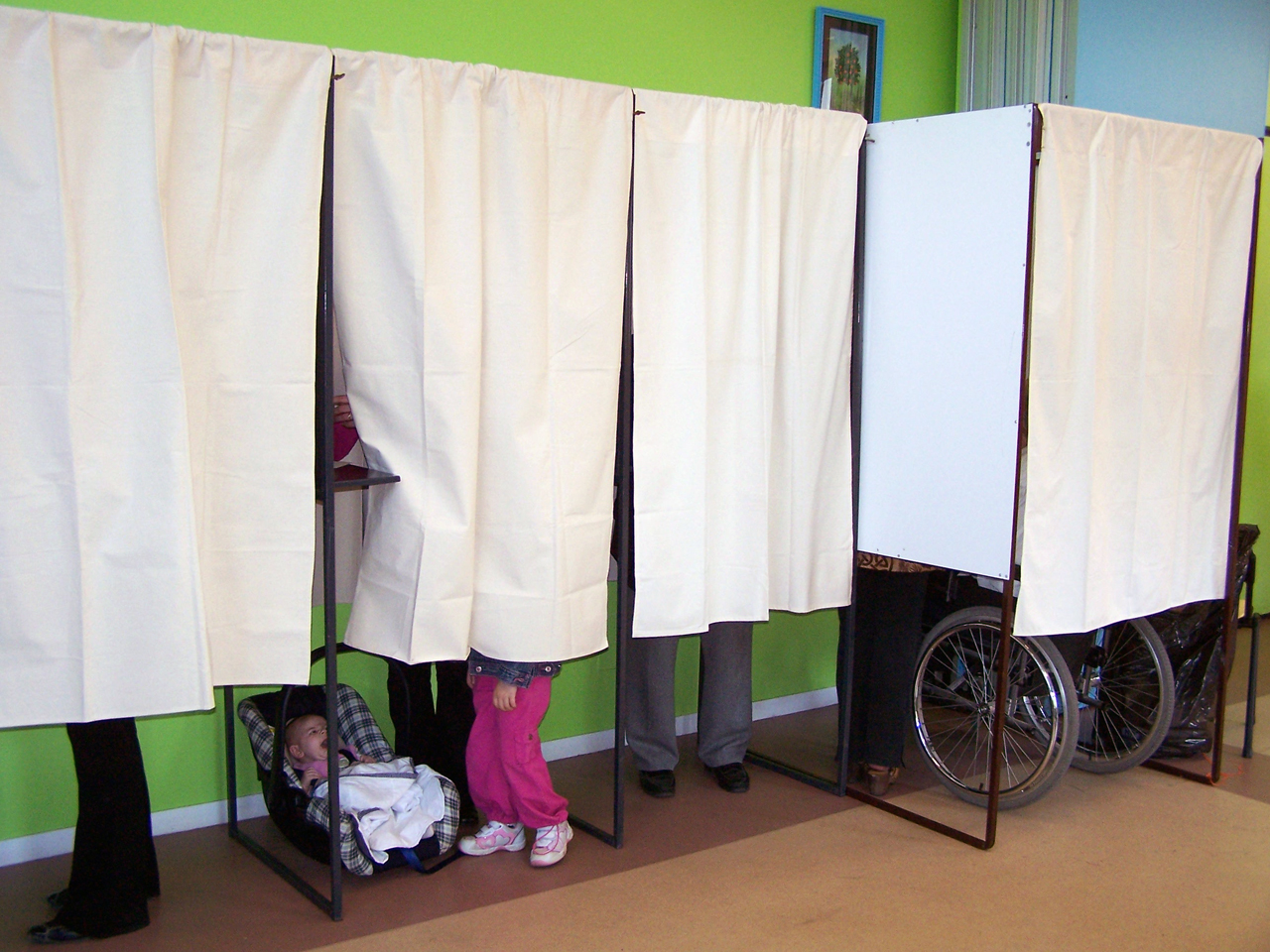
隔音室

通常，投票使用选票和人工计票的方法。选民会在投票站入口处的桌子上拿到一张提前打印好的选票（bulletin）和一个信封（选民也可以在邮件中拿到这两样东西） 。接着，选民走进一个挂上帘子使得外界看不见里面的投票间（isoloir），并将写好的选票放入信封。然后，选民走向投票箱，向选举官员出示自己的选民登记卡（非强制）并证明自己即为选民本人（在那种超过五千位居民的集合都市中，选民必须出示证明身份的文件）。当选举官员认可选民的选举权后，他们会打开选举箱，让选民放入信封。最后，其中一位官员在习惯上会大声宣布：“A voté!（已投票）”。最后一步纯粹是仪式性的，且有双重含义：一是选民的意见（voix） 会被考虑在内；二是他们已经履行了他们的民事责任。选民接着会在选民册上签字，然后让官员在他们的选民登记卡上盖章。
使用电子投票时，过程就不一样了。这种投票方式只在少数城市里使用，尽管它的安全和效率仍有争议。

## 上届选举

### 总统选举
|                                             | 埃马纽埃尔·马克龙  | 共和國前進！   | LREM       | 9,783,058  | 27.85%  | 18,779,641 | 58.54%  |  |  |  |  |  |  |  |  |
|                                             | 玛丽娜·勒庞        | 國民聯盟       | RN         | 8,133,828  | 23.15%  | 13,297,760 | 41.46%  |  |  |  |  |  |  |  |  |
|                                             | 让-吕克·梅朗雄     | 不屈法國       | LFI        | 7,712,520  | 21.95%  |            |         |  |  |  |  |  |  |  |  |
|                                             | 埃里克·澤穆爾      | 再征服         | R!         | 2,485,226  | 7.07%   |            |         |  |  |  |  |  |  |  |  |
|                                             | 瓦萊麗·佩克雷斯    | 共和黨         | LR         | 1,679,001  | 4.78%   |            |         |  |  |  |  |  |  |  |  |
|                                             | 亚尼克·雅多        | 歐洲生態－綠黨 | EELV       | 1,627,853  | 4.63%   |            |         |  |  |  |  |  |  |  |  |
|                                             | 讓·拉薩勒          | 抵制！         | RES        | 1,101,387  | 3.13%   |            |         |  |  |  |  |  |  |  |  |
|                                             | 法比安·魯塞爾      | 法國共產黨     | PCF        | 802,422    | 2.28%   |            |         |  |  |  |  |  |  |  |  |
|                                             | 尼古拉·杜邦-艾尼昂 | 法國崛起       | DLF        | 725,176    | 2.06%   |            |         |  |  |  |  |  |  |  |  |
|                                             | 安娜·伊達戈        | 社會黨         | PS         | 616,478    | 1.75%   |            |         |  |  |  |  |  |  |  |  |
|                                             | 菲利普·普圖        | 新反資本主義黨 | NPA        | 268,904    | 0.77%   |            |         |  |  |  |  |  |  |  |  |
|                                             | 娜塔莉·阿爾托      | 工人鬥爭       | LO         | 197,094    | 0.56%   |            |         |  |  |  |  |  |  |  |  |
|                                             |                    |                |            |            |         |            |         |  |  |  |  |  |  |  |  |
| 总有效票数                                  | 总有效票数         | 总有效票数     | 总有效票数 | 35,132,947 | 100.00% | 32,077,401 | 100.00% |  |  |  |  |  |  |  |  |
|                                             |                    |                |            |            |         |            |         |  |  |  |  |  |  |  |  |
| 有效票数                                    | 有效票数           | 有效票数       | 有效票数   | 35,132,947 | 97.80   | 32,077,401 | 91.40   |  |  |  |  |  |  |  |  |
| 空白票                                      | 空白票             | 空白票         | 空白票     | 543,609    | 1.51%   | 2,228,044  | 6.35%   |  |  |  |  |  |  |  |  |
| 废票                                        | 废票               | 废票           | 废票       | 247,151    | 0.69%   | 790,946    | 1.62%   |  |  |  |  |  |  |  |  |
| 投票率                                      | 投票率             | 投票率         | 投票率     | 35,923,707 | 73.69%  | 35,096,391 | 71.99%  |  |  |  |  |  |  |  |  |
| 未投票                                      | 未投票             | 未投票         | 未投票     | 12,824,169 | 26.31%  | 13,656,109 | 28.01%  |  |  |  |  |  |  |  |  |
| 注册选民                                    | 注册选民           | 注册选民       | 注册选民   | 48,747,876 | 100%    | 48,752,500 | 100%    |  |  |  |  |  |  |  |  |
| 来源: 法國憲法委員會 （页面存档备份，存于） |                    |                |            |            |         |            |         |  |  |  |  |  |  |  |  |

## 过去的选举与公投

### 间接总统选举
法国间接总统选举列表

## 其他选举
除了总统选举和立法机构选举，法国也有市政选举、县选举、大区选举、欧洲议会选举和间接的参议院选举。

### 大区选举
1986年起，法国开始举行大区选举，选出大区政务委员会委员及大区长官，任期均为六年。
- 2015年法国大区选举（英语：French regional elections, 2015）
- 2010年法国大区选举（英语：French regional elections, 2010）
- 2004年法国大区选举（英语：French regional elections, 2004）
- 1998年法国大区选举（英语：French regional elections, 1998）
- 1992年法国大区选举（英语：French regional elections, 1992）
- 1986年法国大区选举（英语：French regional elections, 1986）

### 欧洲议会选举
欧洲议会中法国议员的选举每五年举行一次。
- 2014年欧洲议会法国议员选举
- 2009年欧洲议会法国议员选举（英语：European Parliament election, 2009 (France)）
- 2004年欧洲议会法国议员选举（英语：European Parliament election, 2004 (France)）
- 1999年欧洲议会法国议员选举（英语：European Parliament election, 1999 (France)）
- 1994年欧洲议会法国议员选举（英语：European Parliament election, 1994 (France)）
- 1989年欧洲议会法国议员选举（英语：European Parliament election, 1989 (France)）

### 参议院选举
法国参议院每三年改选半数议员，该选举为选举人团参加的间接选举。
- 2014年法国参议院选举（英语：French Senate election, 2014）
- 2011年法国参议院选举（英语：French Senate election, 2011）
- 2008年法国参议院选举（英语：French Senate election, 2008）

### 市议会选举
市议会选举每六年举办一次，选出各市的市长和政务委员会委员。
- 2014年法国市议会选举（英语：French municipal elections, 2014）
- 2008年法国市议会选举（英语：French municipal elections, 2008）
- 2001年法国市议会选举（英语：French municipal elections, 2001）
- 1995年法国市议会选举（英语：French municipal elections, 1995）
- 1989年法国市议会选举（英语：French municipal elections, 1989）

### 省选举（2015年前为县选举）
- 2015年法国省选举（英语：French departmental elections, 2015）
- 2011年法国县选举（英语：French cantonal elections, 2011）
- 2008年法国县选举（英语：French cantonal elections, 2008）
- 2004年法国县选举（英语：French cantonal elections, 2004）
- 2001年法国县选举（英语：French cantonal elections, 2001）
- 1998年法国县选举（英语：French cantonal elections, 1998）

### 公投
法国宪法第三条规定，“国家主权属于人民，人民通过公投和他们的代表行使这种权利”。宪法还阐述了举行公投的两种方法：
- 在政府或议会的建议下，总统可以就某些政府法案举行公投。
- 在有五分之一的议员提出，并有十分之一的注册选民支持的情况下，政府可举行公投。

宪法第十一条明确规定，只能就有关“政府体制，或是涉及国家社会经济政策的改革，及有助于公共服务的事物和为政府批准条约所做的准备，该条约尽管不违宪，但还是会影响到政府机构运作”的政府法案进行公投。
举行公投的二审程序有以下几个限制：
- 公投不能用来废除生效未满一年的法律
- 公投未通过的提议在两年内不得再次提出

这些限制在2008年被写入宪法，但仍未生效。这些限制会在议院实现一些相称的法律时生效。
有两种方法可以修改法国宪法：
- 公投通过宪法修正案
- 两院以五分之三的绝对多数同意率通过宪法修正案

宪法修正案大多是两院通过的。
欧盟扩张条约正式批准亦经过了和修改宪法相同的程序。所有条约的正式签署必须经过议院以绝对多数同意，除了1973年欧盟第一次扩张。
法兰西第五共和国一共举办过9次公投：
- 2次就阿尔及利亚问题进行公投（1961年（英语：French referendum on Algerian self-determination, 1961），1962年（英语：French Évian Accords referendum, 1962））
- 3次就修宪进行公投（1962年（英语：French presidential election referendum, 1962），1969年（英语：French constitutional referendum, 1969），2000年（英语：French constitutional referendum, 2000））
- 2次就欧盟条约进行公投（1992年（英语：French Maastricht Treaty referendum, 1992），2005年（英语：French European Constitution referendum, 2005））
- 1次就欧盟扩张进行公投（1972年（英语：French European Economic Community enlargement referendum, 1972））
- 1次就新喀里多尼亚进行公投（1988年（英语：French Matignon Accords referendum, 1988））